# Тубільська волость
Тубільська волость — історична адміністративно-територіальна одиниця Черкаського повіту Київської губернії з центром у селі Тубільці.
Станом на 1886 рік — складалася 2 поселень, 2 сільських громад. Населення — 1748 осіб (880  чоловічої статі та 868 — жіночої), 248 дворових господарств.
|                     | Площа, десятин | У тому числі орної, дес. |
| ------------------- | -------------- | ------------------------ |
| Сільських громад    | 1804           | 693                      |
| Приватної власності | 2368           | 278                      |
| Іншої власності     | 73             | 60                       |
| Загалом             | 4245           | 1031                     |

Поселення волості:
- Тубільці — колишнє власницьке село, 1057 осіб, 150 дворів, православна церква, школа, постоялий будинок.
- Хрещатик — колишнє власницьке село, 546 осіб, 90 дворів, православна церква, школа, постоялий будинок, лавка.

Наприкінці ХІХ ст. волость було ліквідовано, територія увійшла до складу Шелепуської волості.